# Braunichswalde
Braunichswalde ist eine Gemeinde im thüringischen Landkreis Greiz. Administrativ gehört sie zur Verwaltungsgemeinschaft Ländereck.

## Geographie

### Geographische Lage
Braunichswalde gehört zum Ronneburger Acker- und Bergbaugebiet und liegt am Fuchsbach, einem kleinen Zufluss der Weißen Elster. Die nächsten Städte sind Berga/Elster (7 km südwestlich), Ronneburg (8 km nördlich) und Crimmitschau (12 km östlich).

### Nachbargemeinden
Angrenzende Gemeinden sind Gauern, Linda b. Weida, Rückersdorf und Seelingstädt im Landkreis Greiz sowie die Stadt Crimmitschau im sächsischen Landkreis Zwickau. Letztere Stadt grenzt mit dem Ort Großpillingsdorf der Ortschaft Blankenhain nur mittelbar an.

### Gemeindegliederung
Einzige Teilgemeinde von Braunichswalde ist Vogelgesang.

## Geschichte

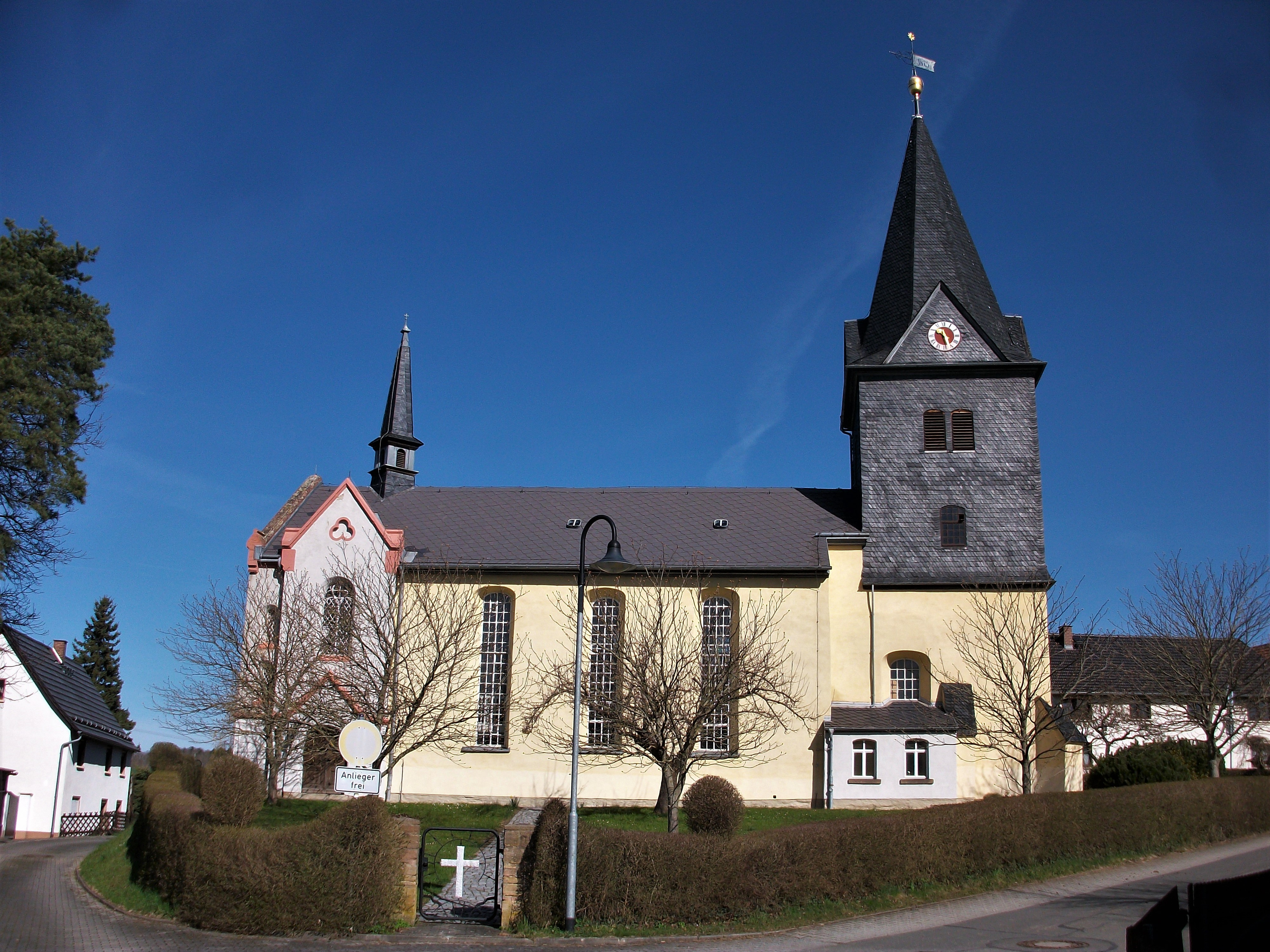
Ev.-luth. Kirche Braunichswalde

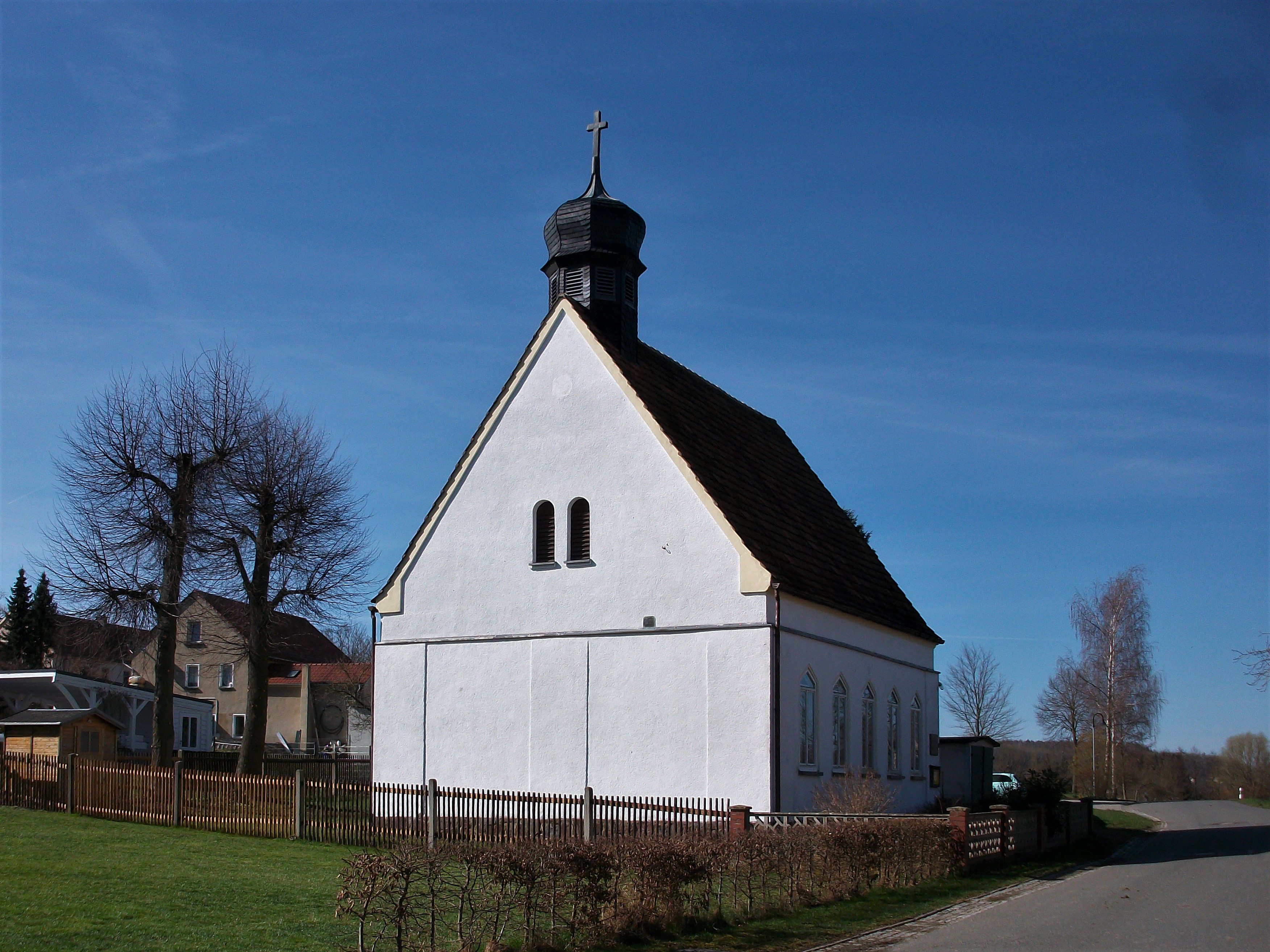
Ev.-meth. Kirche Braunichswalde

Braunichswalde wurde erstmals 1307 als „Villa-Brunswalde“ erwähnt. Bis 1918 gehörte das Angerdorf zu Sachsen-Altenburg und war seit 1900 dem Landratsamt Ronneburg zugehörig. 1922 ging es an den Landkreis Gera. Von 1950 bis 1990 war der Ort stark vom Uranbergbau der SDAG Wismut geprägt, jedoch wurden danach umfangreiche Maßnahmen durchgeführt, die das Dorf wieder attraktiver machten und 1998 zur Verleihung der Silberplakette im Bundeswettbewerb Unser Dorf soll schöner werden führten. Am 4. Dezember 1952 kam der zum Kreis Schmölln gehörende Ort zum Kreis Werdau, am 1. Juli 1958 allerdings dann zum Kreis Gera-Land, genau wie Vogelgesang, das seit 25. Juli 1952 zum Kreis Werdau gehörte. Der heutige Ortsteil wurde am 1. Januar 1960 eingemeindet.

### Religionen
Braunichswalde gehört zum katholischen Bistum Dresden-Meißen. In Braunichswalde gibt es eine evangelisch-lutherische Kirche, eine evangelisch-methodistische Kirche und eine Adventgemeinde.

### Eingemeindungen
Am 1. Januar 1960 wurde Vogelgesang nach Braunichswalde eingemeindet.

### Einwohnerentwicklung
1933 hatte Braunichswalde 674 und Vogelgesang 129 Einwohner. Für das Jahr 1939 waren es 669 beziehungsweise 143 Einwohner. Von 1995 bis 2001 konnte Braunichswalde dem allgemeinen Trend der Bevölkerungszuwanderung in ländliche Gegenden folgen und somit seine Einwohnerzahl steigern. Einen wesentlichen Anteil daran hatte die Neuausweisung einer Einfamilienhaussiedlung (Sonnenland) und die Auffüllung bestehender Baulücken. In den letzten Jahren verstärkte sich wieder die Landflucht.
Entwicklung der Einwohnerzahl (Stand jeweils 31. Dezember):
| - 1994: 664 - 1995: 655 - 1996: 673 - 1997: 678 - 1998: 689 - 1999: 709 | - 2000: 714 - 2001: 715 - 2002: 712 - 2003: 708 - 2004: 708 - 2005: 689 | - 2006: 676 - 2007: 678 - 2008: 665 - 2009: 645 - 2010: 625 - 2011: 617 | - 2012: 601 - 2013: 611 - 2014: 610 - 2015: 607 - 2016: 606 - 2017: 610 | - 2018: 595 - 2019: 607 - 2020: 612 - 2021: 613 - 2022: 600 - 2023: 613 |
| Datenquelle: Thüringer Landesamt für Statistik                          |                                                                         |                                                                         |                                                                         |                                                                         |

Von den 665 Einwohnern gegen Ende des Jahres 2008 waren 343 männlichen und 322 weiblichen Geschlechts.

## Politik

### Gemeinderat
Der Gemeinderat setzt sich seit der Kommunalwahl vom 25. Mai 2014 aus acht Mitgliedern der CDU zusammen. Sie wurden bereits wie bei der vorherigen Wahl 2009 in einer Mehrheitswahl bestimmt. Die Wahlbeteiligung lag bei 73,6 %, das ist ein Rückgang gegenüber zu 2009 um 1,0 %.

### Bürgermeister
Bei der Bürgermeisterwahl 2004 erhielt Heinz Klügel von der CDU 57,1 % der Stimmen, sein Gegenkandidat Mathias Kretzschmar (parteilos) 42,9 %. Die Wiederwahl erfolgte am 6. Juni 2010 mit 96,1 % der Stimmen bei einer Wahlbeteiligung von 58,6 %.

### Wappen
Der Baum rechts oben steht für die ehemalige zweistämmige Buche des Ortsteils Braunichswalde, der Vogel links unten für den Ortsteil Vogelgesang. Die Mauern in den anderen beiden Vierteln zeigen die typische lokale Verwendung von Grünstein.

## Kultur und Sehenswürdigkeiten

### Regelmäßige Veranstaltungen
Braunichswalde zeichnet sich durch sein reges Vereinsleben aus. Dies erkennt man unter anderem daran, dass die meisten Feste in Braunichswalde durch die Vereine organisiert und veranstaltet werden. Folgende Feste werden jährlich durch die Vereine durchgeführt:
| Veranstaltung  | Tag        | Veranstalter                         |
| -------------- | ---------- | ------------------------------------ |
| Osterfeuer     | Karsamstag | Freiwillige Feuerwehr Braunichswalde |
| Hexenfeuer     | 30. April  | Freiwillige Feuerwehr Vogelgesang    |
| Maibaum setzen | 1. Mai     | Freiwillige Feuerwehr Braunichswalde |
| Pfingstturnier | Pfingsten  | Sportverein Braunichswalde           |
| Pyramidenfest  | 1. Advent  | Freiwillige Feuerwehr Braunichswalde |

## Wirtschaft und Infrastruktur

### Verkehr

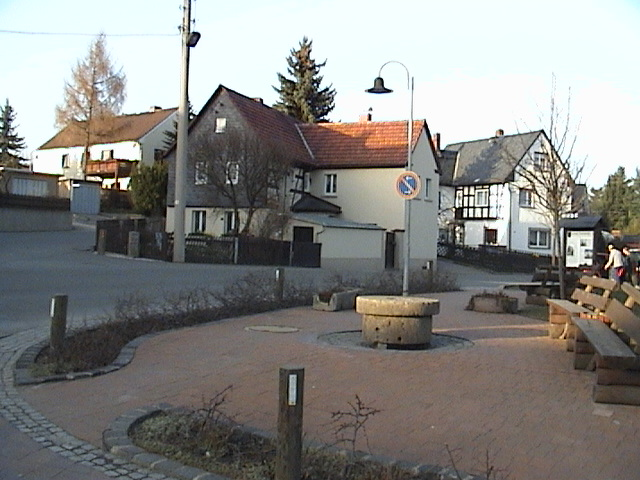
Dorfplatz mit Brunnen

Durch den Ortsteil Vogelgesang führt die Landesstraße L 1081 von Ronneburg nach Werdau. Die Gemeinde besitzt zwei Bushaltestellen, die werktags vom Regionalverkehr Gera (RVG) und von dem privaten Busunternehmen Piehler über die Linien 212 Gera–Friedmannsdorf und 213 Gera–Werdau–Zwickau bedient werden. Seit der Einstellung des Reisezugverkehrs auf der Verbindung Wünschendorf–Werdau befindet sich der nächstgelegene Personenbahnhof im acht Kilometer entfernten Ronneburg. Durch Braunichswalde führt die Werkbahn der Wismut, die noch täglich mit Sandzügen befahren wird. Zu Zeiten des Uranerzverkehrs war der Bahnhof Braunichswalde Werksbahnhof zum Aufbereitungsbetrieb 102 in Seelingstädt und Übergabebahnhof von der Wismut-Werkbahn zur Deutschen Reichsbahn.

### Ansässige Unternehmen
Die Wirtschaft des Ortes ist von kleinen bis mittelständischen Unternehmen geprägt. Anfang der 1990er Jahre wurden im Süden der Gemeinde mit dem 6,3 ha großen Gewerbegebiet Morgensonne neue Gewerbeflächen geschaffen.

### Öffentliche Einrichtungen
Die Kindertagesstätte „Anne Frank“ wurde 1958 errichtet, das Gebäude 1995 saniert.

### Wasserver- und Abwasserentsorgung
Die Gemeinde Braunichswalde ist Mitglied im Zweckverband Wasser / Abwasser Mittleres Elstertal. Dieser übernimmt für die Gemeinde die Trinkwasserversorgung und Abwasserentsorgung.